# Kościół św. Jerzego w Dzierżoniowie
Kościół świętego Jerzego – rzymskokatolicki kościół parafialny należący do dekanatu Dzierżoniów diecezji świdnickiej. Obecna gotycka forma architektoniczna została nadana mu w XIV i XV wieku.

## Historia
Pierwszy murowany kościół został zbudowany przypuszczalnie około połowy XIII wieku w stylu romańskim. Najstarszy dokument wzmiankujący istnienie kościoła pochodzi z 1258 roku i wymieniony w nim został przez biskupa wrocławskiego Tomasza I proboszcz o imieniu Henryk. W 1338 roku książę świdnicki Bolko II Mały przekazał kościół Rycerskiemu Zakonowi Szpitalników św. Jana z Jerozolimy (joannitom). Prawdopodobnie w 2. połowie XIV w., rozpoczęto rozbudowę świątyni w stylu gotyckim. Zapewne jeszcze w 2. połowie XIV w. wzdłuż elewacji bocznych korpusu halowego wzniesiono pięć niemal jednolitych stylistycznie kaplic. Trzy z nich zlokalizowano po stronie południowej, a dwie – po północnej. Kolejny etap przekształceń bryły kościoła miał miejsce zapewne w początku XV w. po ukończeniu wieży oraz obu ciągów kaplic bocznych. Zrealizowano wtedy przebudowę i podwyższenie prezbiterium wraz z korpusem nawowym. Prace rozpoczęto od wzniesienia zamkniętego wielobocznie trójprzęsłowego prezbiterium. Jako pierwsza powstała jego ściana południowa wymurowana z wykorzystaniem w dolnej partii murów chóru kościoła z 2. połowy XIII w. Trójkątny szczyt korpusu halowego z 2. połowy XIII w. rozebrano w górnej części i podwyższono.
Założenie sklepień w prezbiterium i nawie głównej oraz nad nawami bocznymi nastąpiło w latach 1555-1556. Mimo że prace te prowadzono w XVI wieku, sklepienia miały jeszcze formy gotyckie z dekoracją żebrową. W 1558 r. wzniesiono kruchtę północną z kamiennym renesansowym portalem. W 1567 roku podwyższono wieżę o część ośmioboczną i nakryto dwuprześwitowym hełmem. Na dachu w 1606 r. osadzono sygnaturkę. W 1611 roku przebito wejście od południa w zasięgu zachodniej kaplicy i ujęto je w bogato dekorowane kamienne obramienie o wykroju półkolistym.

## Portale
Wejścia są ozdobione portalami: od zachodu gotyckie z XV wieku, od strony północnej z 1558 roku, a od południowej z 1611 roku.

## Wnętrze
Wystrój świątyni jest głównie barokowy. Renesansowy charakter posiadają: ołtarz z 1615 roku i ambona z 1609 roku. Ołtarz główny pochodzi z 1719 roku. Na uwagę zasługują również ołtarz boczny „Wniebowzięcie” z końca XVII wieku, organy z około 1800 roku, eklektyczna chrzcielnica z 1807 roku, manierystyczne epitafium Titschartów z 1611 roku, renesansowe nagrobki Zedlitzów m.in. z 1609 i Anny von Zedlitz z 1599 z herbami rodowymi von: Zedlitz (LG), Schweinichen (LD), matczynymi von: Seidlitz (PG), Mesenau (PD) oraz umieszczone przed świątynią barokowe figury św. Jerzego z 1726 roku i św. Jana Nepomucena z 1720 roku.
W roku 2008, podczas prac konserwatorskich odkryto fresk Matki Boskiej Dzierżoniowskiej – Matki Miłosierdzia. Cechy stylu wskazują, że powstał w okresie późnego średniowiecza. Fresk został ukoronowany 01.10.2017 roku przez biskupa świdnickiego Ignacego Deca, a korony pobłogosławił papież Franciszek.

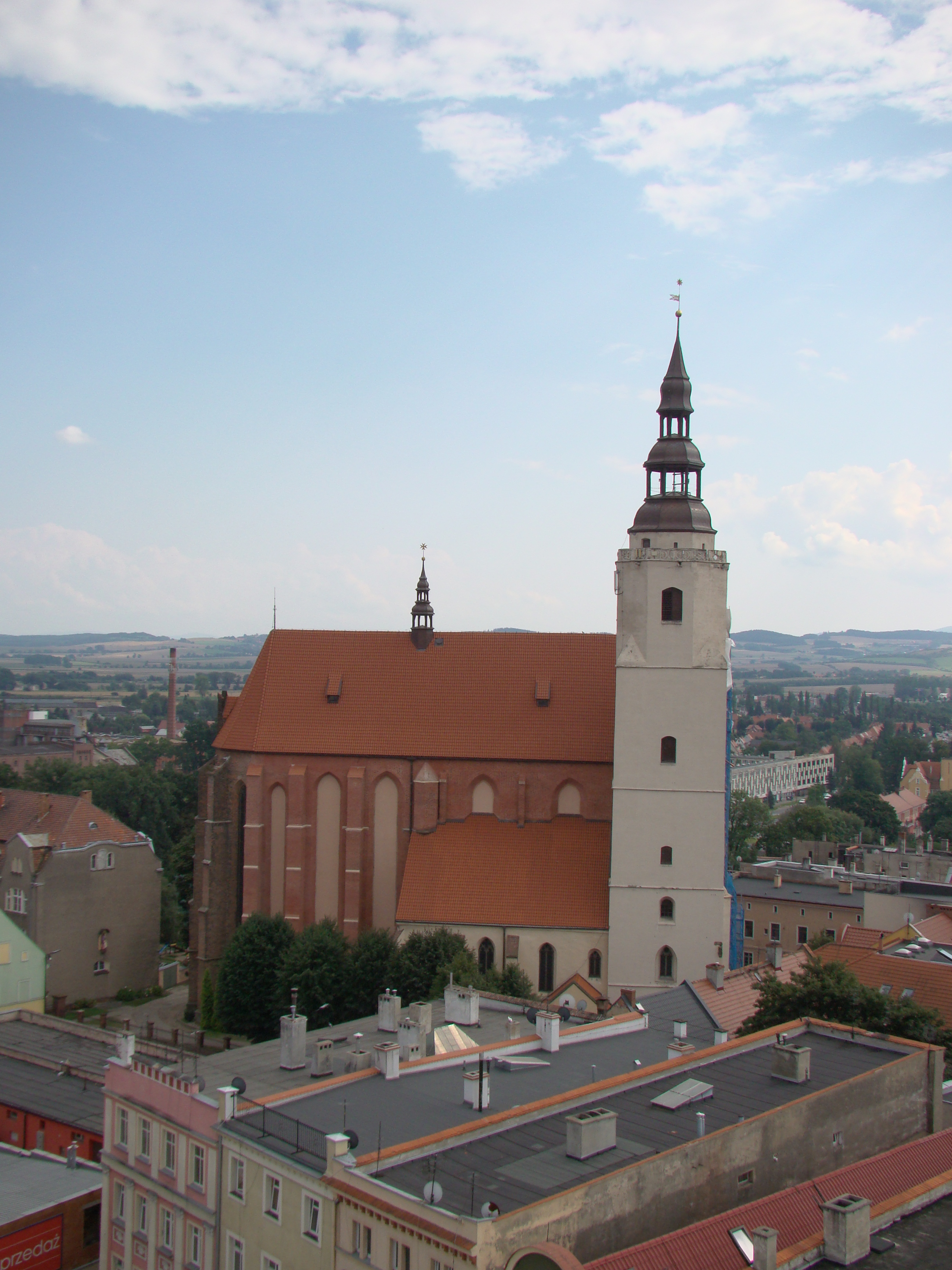
Kościół św. Jerzego
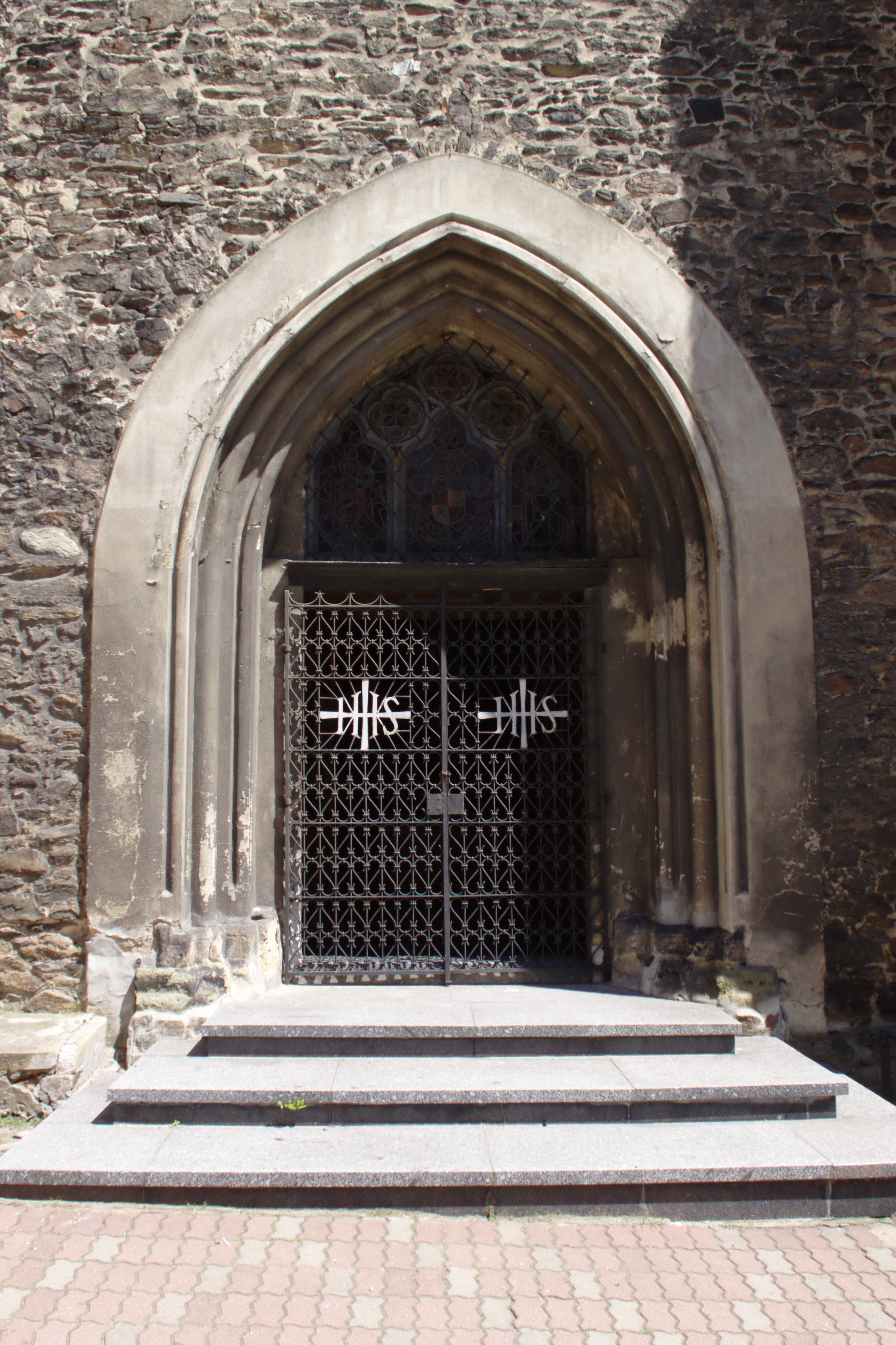
Portal gotycki
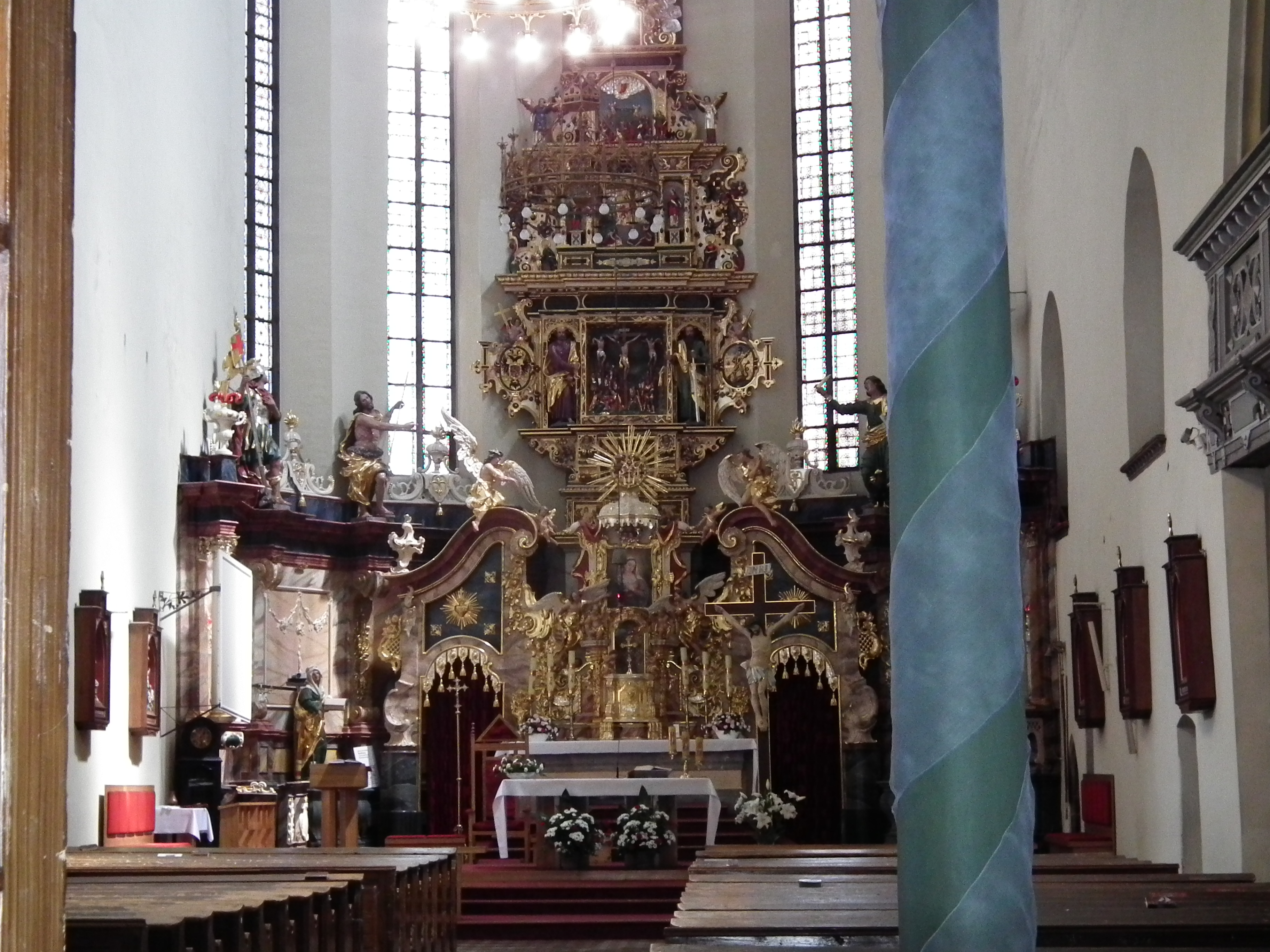
Ołtarz główny
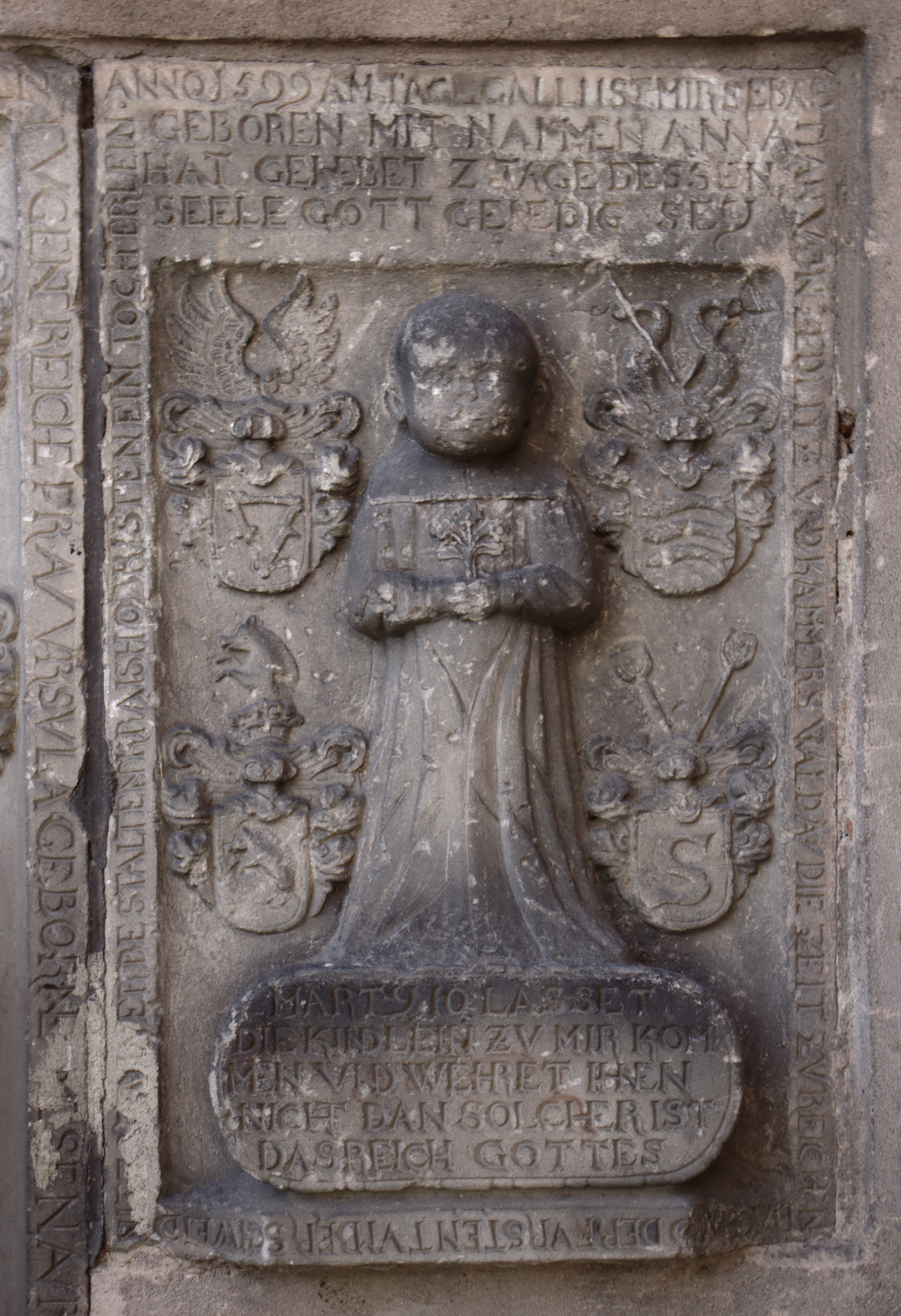
Epitafium Anny v. Zedlitz